# 大高緑地
大高緑地（おおだかりょくち）は、愛知県名古屋市緑区にある愛知県営の都市公園（広域公園）である。大高緑地公園とも呼ばれる。

## 概要
愛知県営の緑地公園である。計画公園面積は121.2haで、2020年（令和2年）現在106.6ヘクタールが供用されている。
1940年（昭和15年）、環状緑地帯として都市計画決定され、1952年（昭和27年）に事業着手して1963年（昭和38年）4月に開園。以降、各種施設（後述）を整備して供用面積を順次拡大、1964年（昭和39年）知多郡大高町が名古屋市に編入されたことにより緑地全域が名古屋市になる。2016年（平成28年）に全体供用を開始する予定となっている。
敷地内にはゴーカートのある交通公園やプール、ベビーゴルフ場、野球場、テニスコート、ゲートボール場、デイキャンプ場などが整備されている。
2012年（平成24年）に名古屋市が主催した第1回名古屋まちなみデザインセレクションの市民投票において、「大高緑地 竹林散策路」がまちなみデザイン20選（第1回）に選定された。
2016年（平成28年）7月1日には恐竜テーマパーク「ディノアドベンチャー名古屋」がオープンした（詳細は後述）。
2021年（令和3年）、水泳場が老朽化に伴い閉鎖された。

## 主な設備
- 交通公園 - 面積 25,000平方メートル
- 水泳場 - 4槽、面積 18,825平方メートル、収容人員 約5,000人
- 野球場 - 3面、面積 22,600平方メートル（軟式野球、ソフトボール兼用）
- 庭球場 - 14面、面積 21,650平方メートル（全天候型14面、テニス・ソフトテニス兼用）
- ベビーゴルフ場 - 18ホール、面積 511平方メートル
- バーベキュー炉（デイキャンプ場） - 面積 4,700平方メートル（デイキャンプ場全体）
- ディノアドベンチャー名古屋

## イベント
- 緑区区民まつり（みどり・シティ・フェスティバル） - 毎年10月下旬に行われる。
- あいち赤旗まつり - 11月に実施。都合により実施されない場合もあり。
- FREEDOM NAGOYA - 無料の音楽フェス。

## ディノアドベンチャー名古屋
ディノアドベンチャー名古屋は、大高緑地公園内にある恐竜のテーマパーク。2016年（平成28年）7月1日に第1期工事の終わった約0.9ヘクタールをプレオープンし、2016年（平成28年）11月3日にパワーアップオープンした。管理運営は岐阜県郡上市でキャンプ場やディノアドベンチャーライドを運営する株式会社エヌエーオー。
プレオープン時は園内に整備された全長約600メートルの遊歩道を歩きながら敷地内に配置された実物大の動く恐竜模型12体をめぐるというものであったが、11月3日のパワーアップオープンに伴い全長は約900メートルに延長され、恐竜模型も新たに6体追加され18体となった。今後は、カートにのって恐竜探検をするライド型アトラクションが整備される予定である。

## 交通

### 鉄道
- 名鉄名古屋本線 左京山駅から徒歩で約3分。
- JR東海道本線 大高駅から徒歩で約30分。
- JR東海道本線 南大高駅から徒歩で約15分。

### バス
- 名古屋市営バス：鳴海11・鳴子13・鳴子14・緑巡回 「大高緑地西」バス停下車。
- 名古屋市営バス：鳴子13・出入庫 「左京山」バス停下車。

## ギャラリー

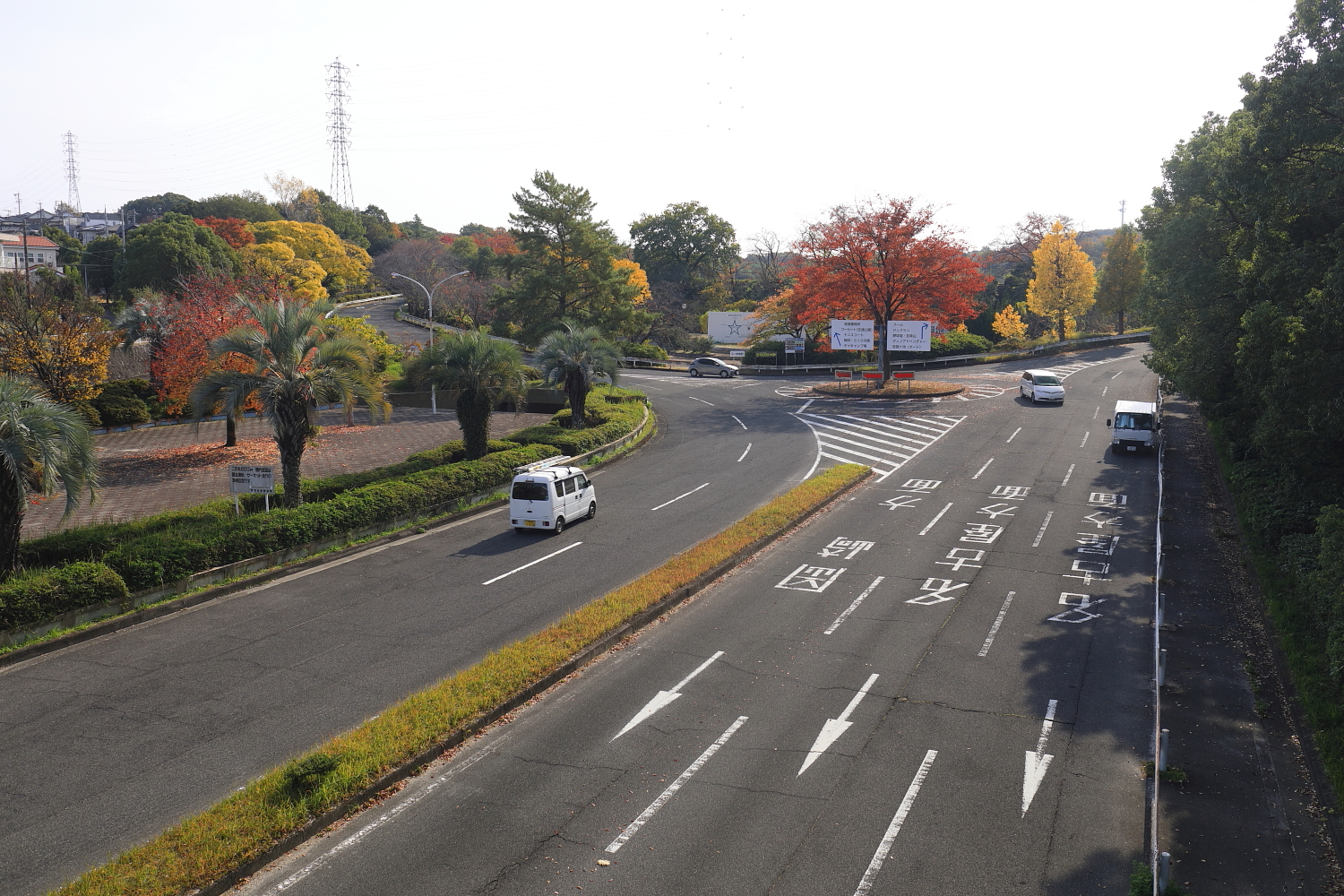
北側進入路 （2020年（令和2年）11月）
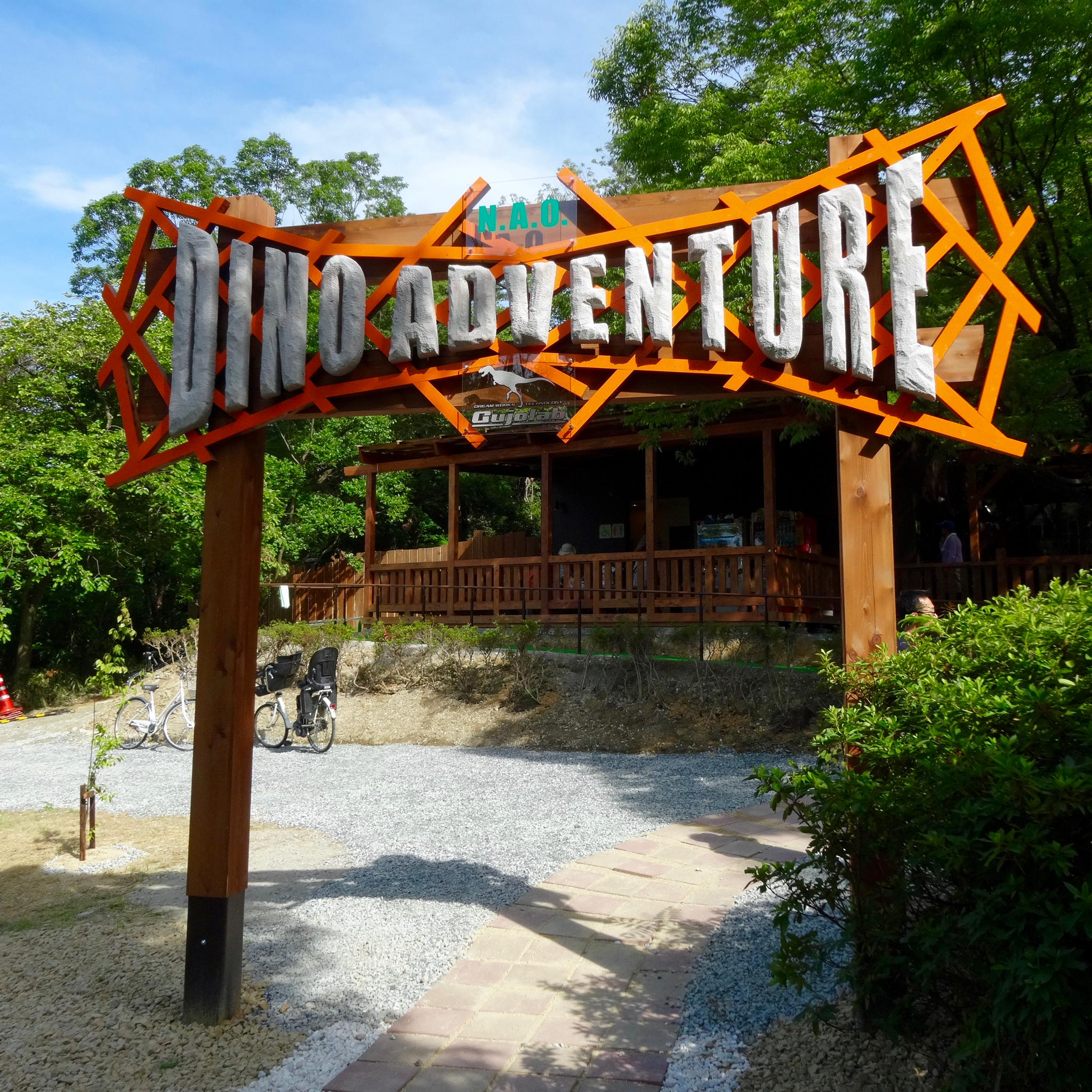
ディノアドベンチャー名古屋入口 （2016年（平成28年）7月）
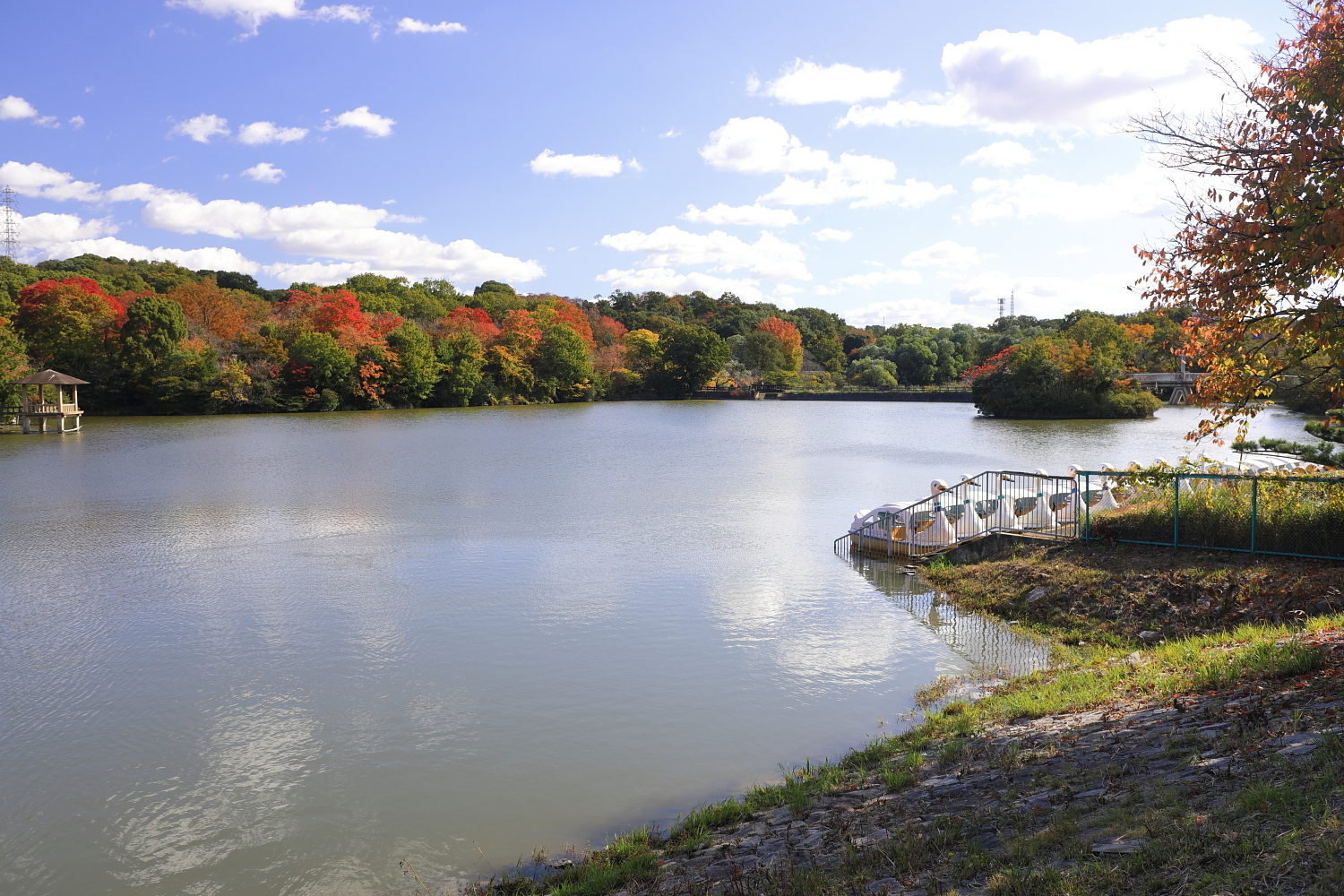
琵琶ケ池 （2020年（令和2年）11月）
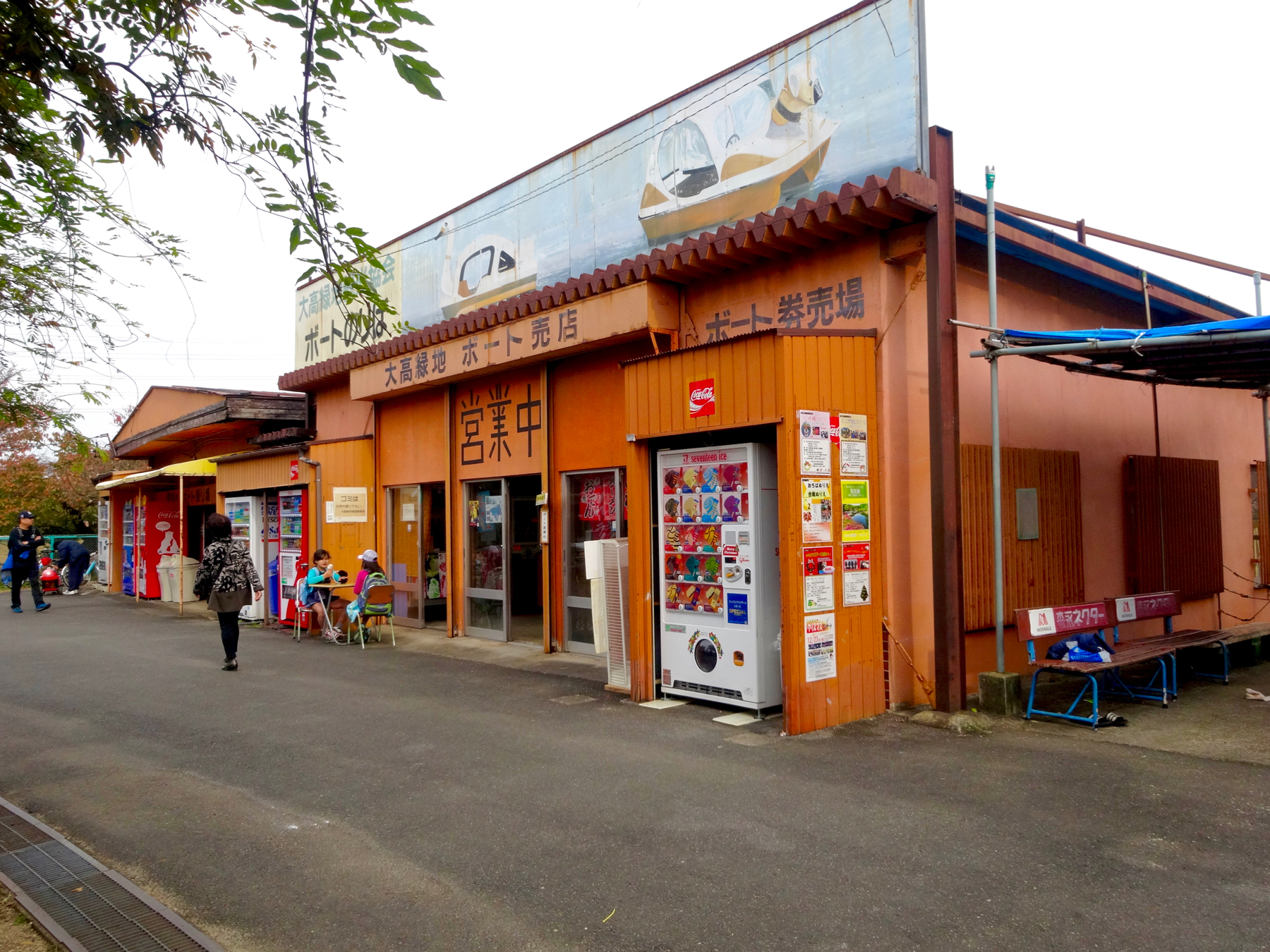
ボート乗船券売り場と売店 （2015年（平成27年）11月）
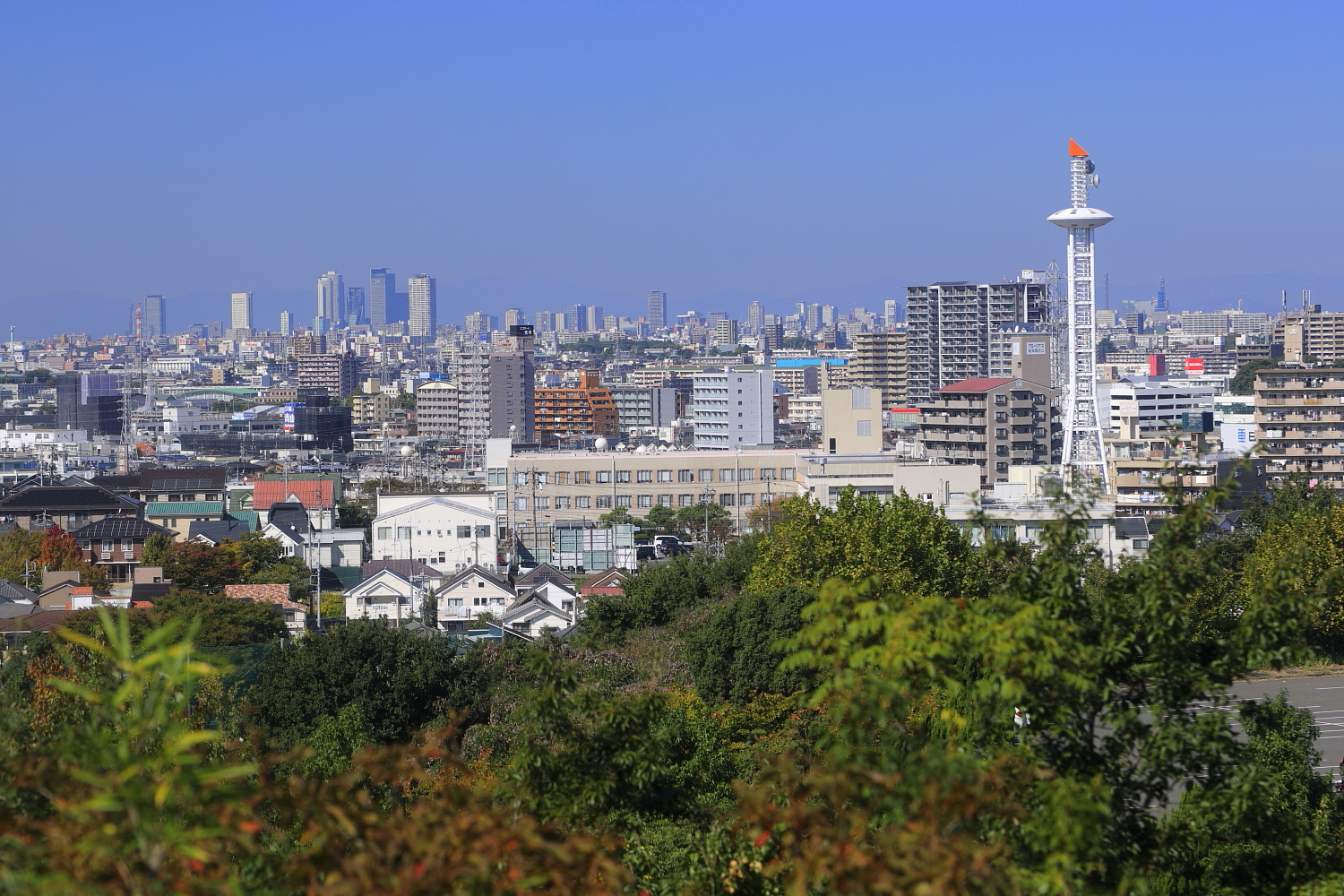
展望台からの眺め（北北西方向） （2020年（令和2年）10月）
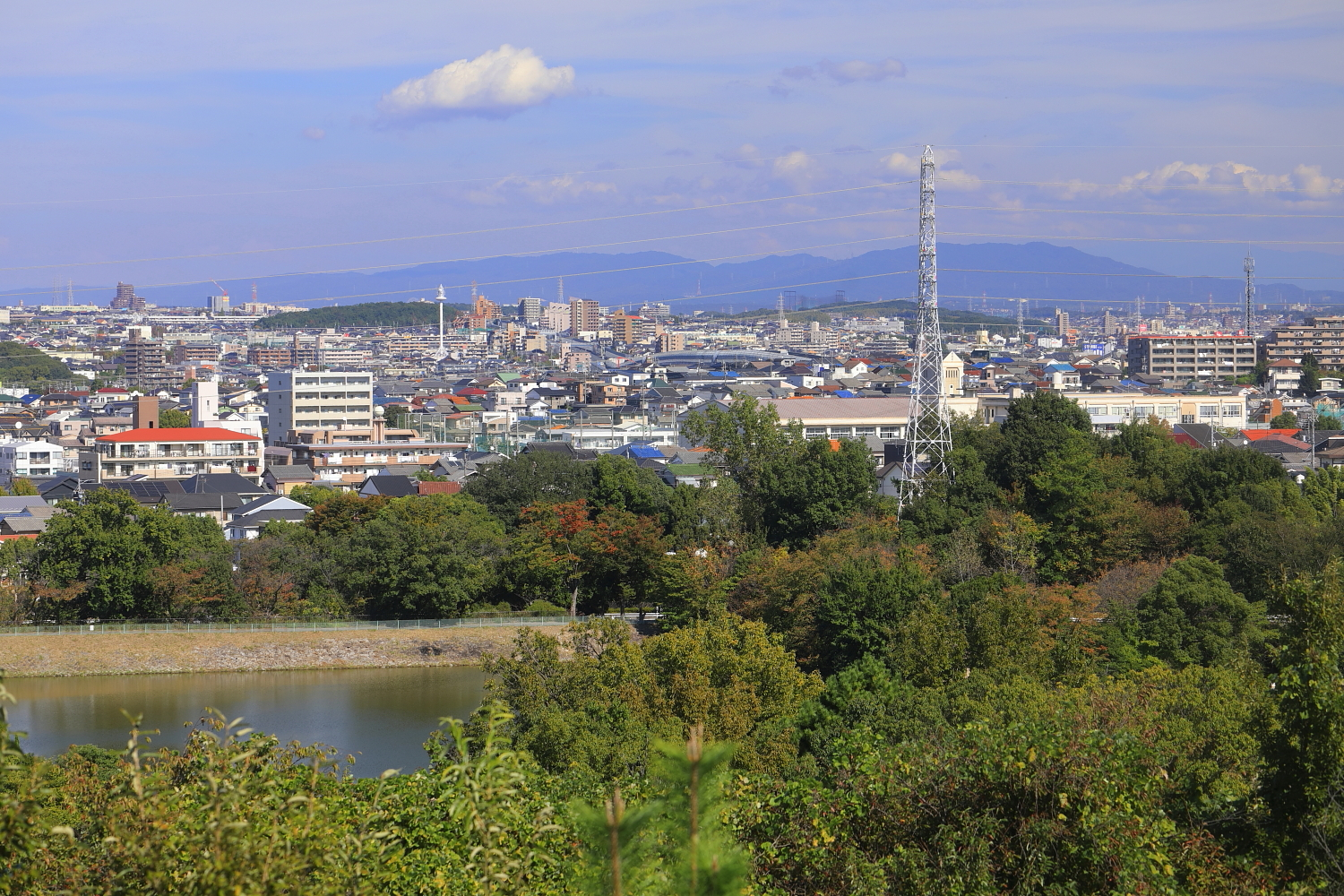
展望台からの眺め（北東方向） （2020年（令和2年）10月）
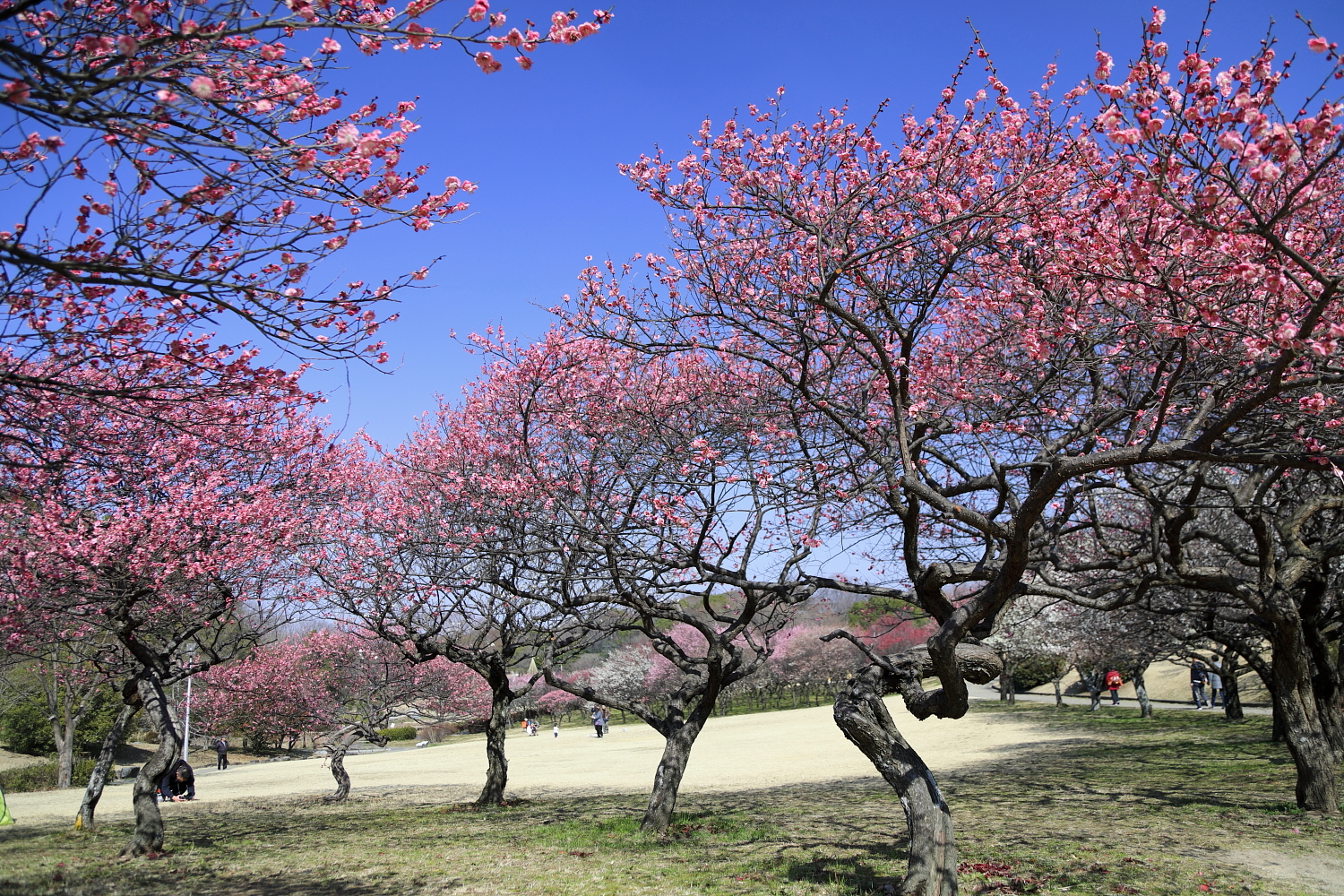
梅林 （2019年（平成31年）2月）
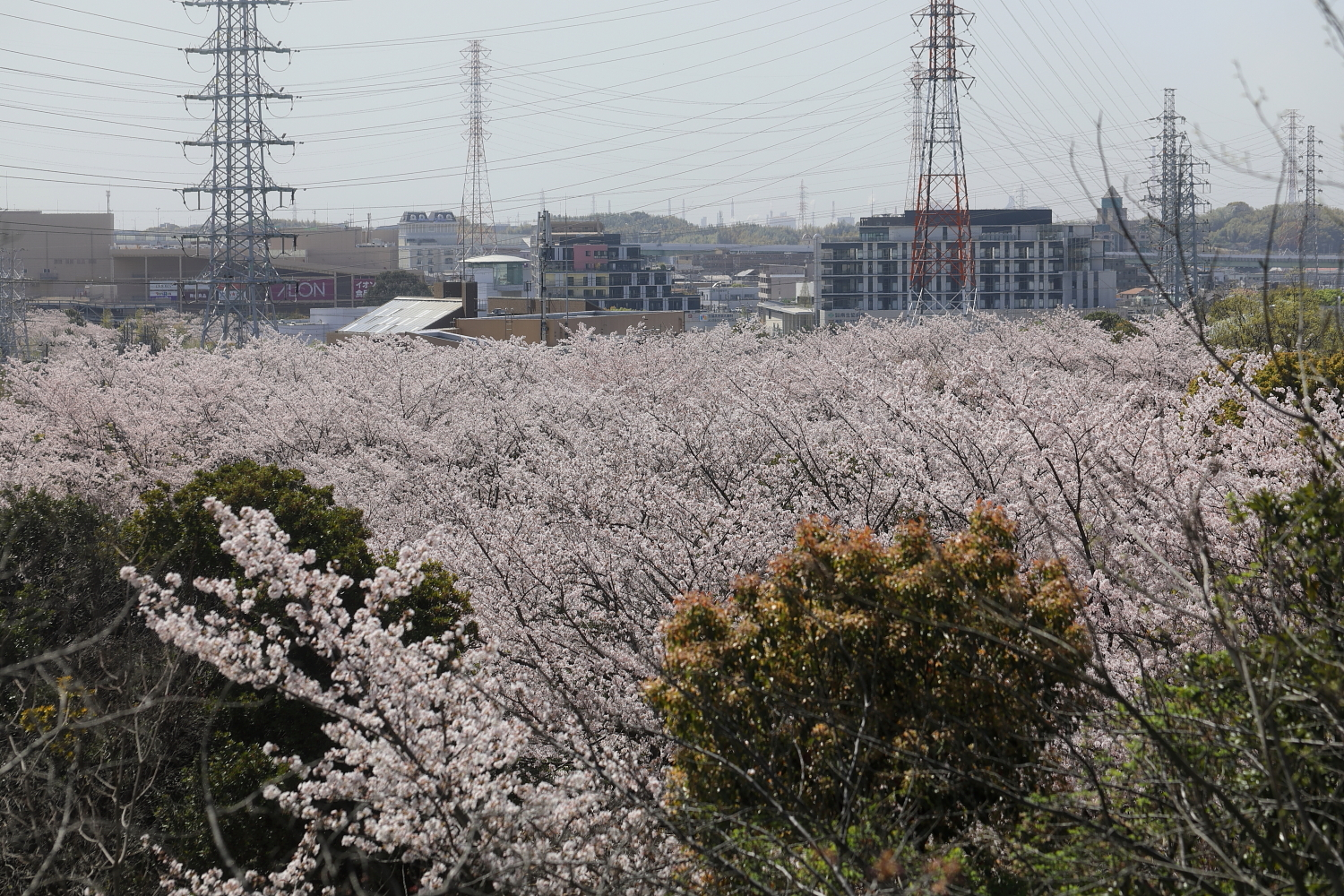
さくらの園俯瞰 （2021年（令和3年）3月）
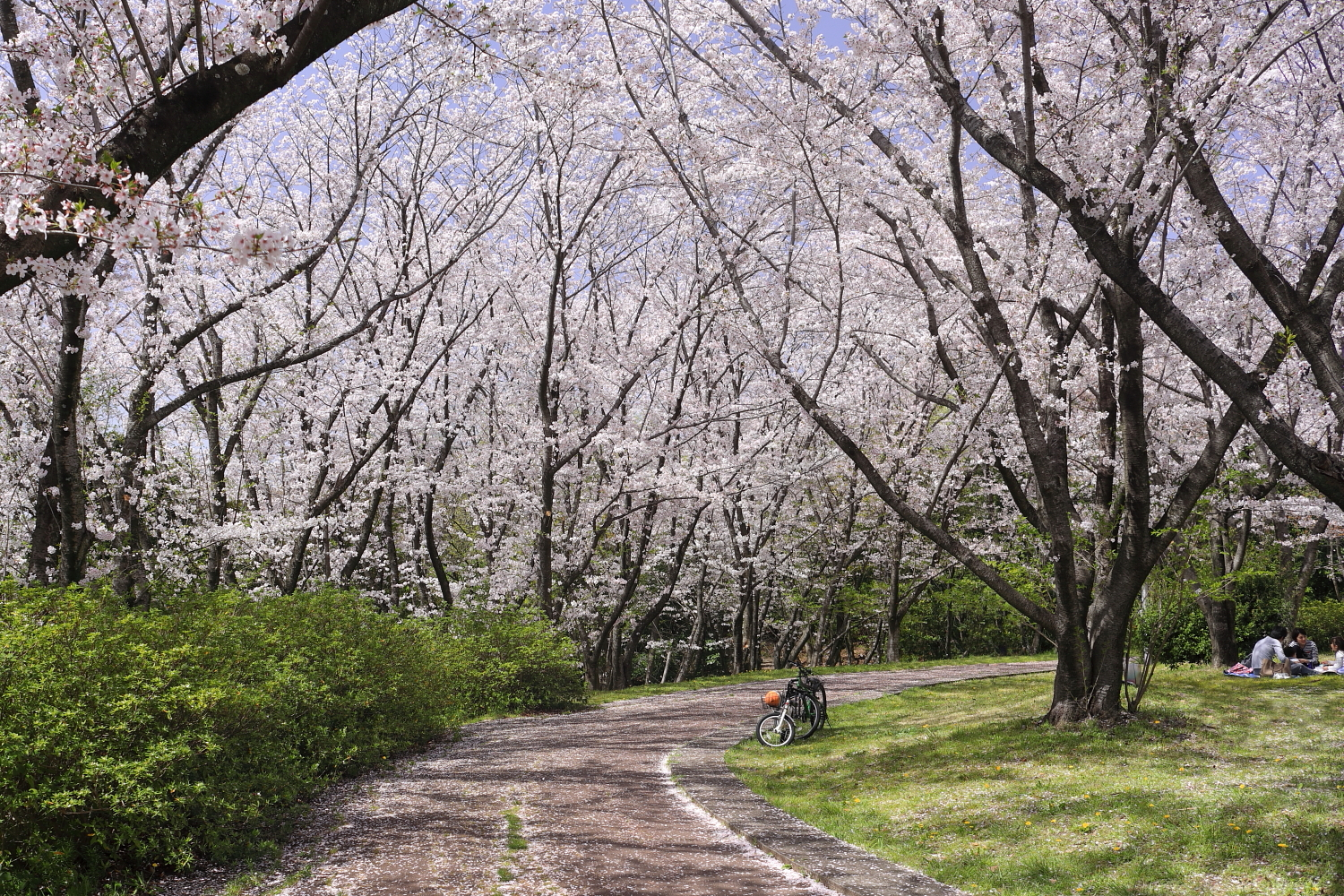
さくらの園散策路 （2021年（令和3年）3月）
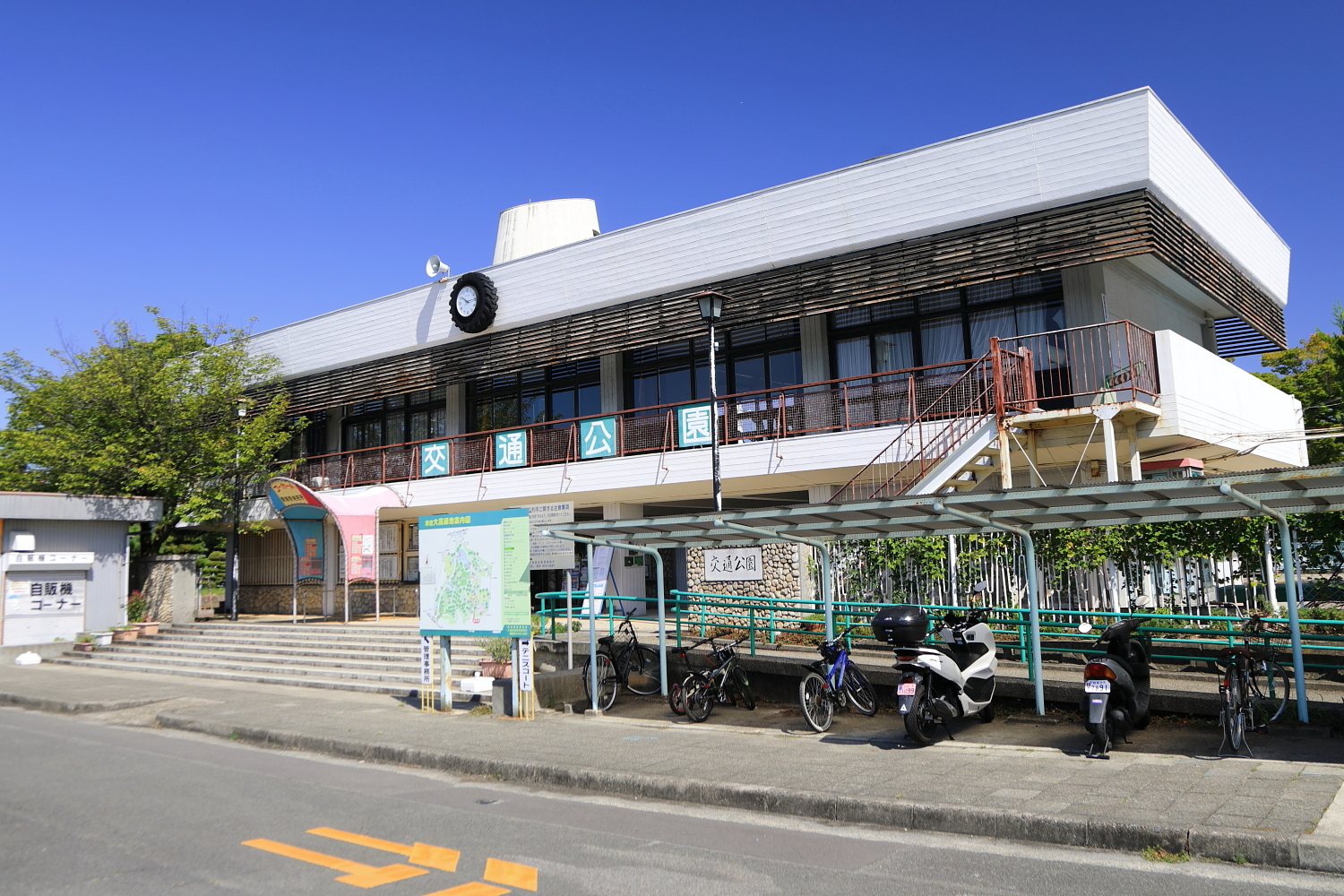
交通公園 （2020年（令和2年）9月）
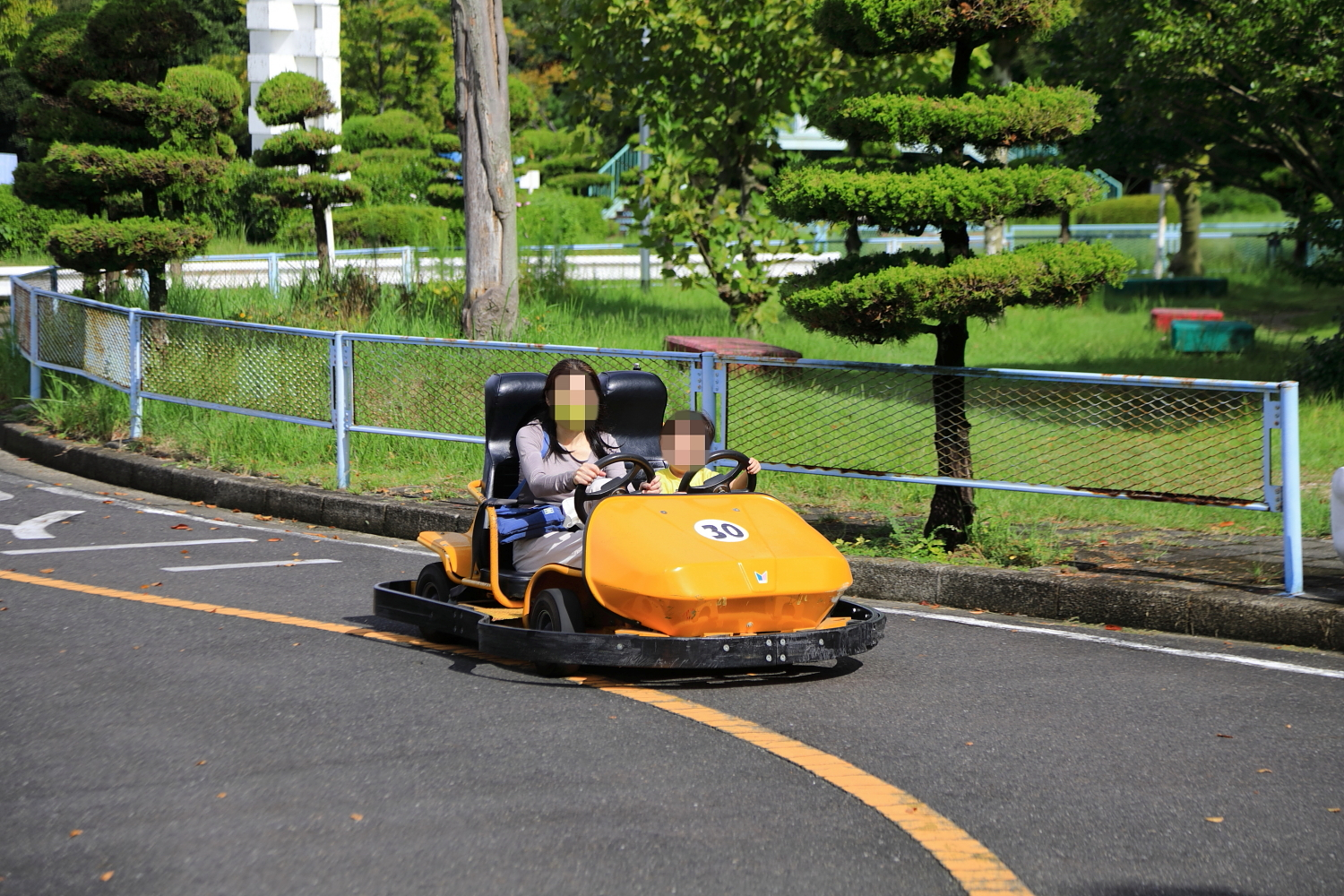
交通公園のゴーカート （2020年（令和2年）9月）
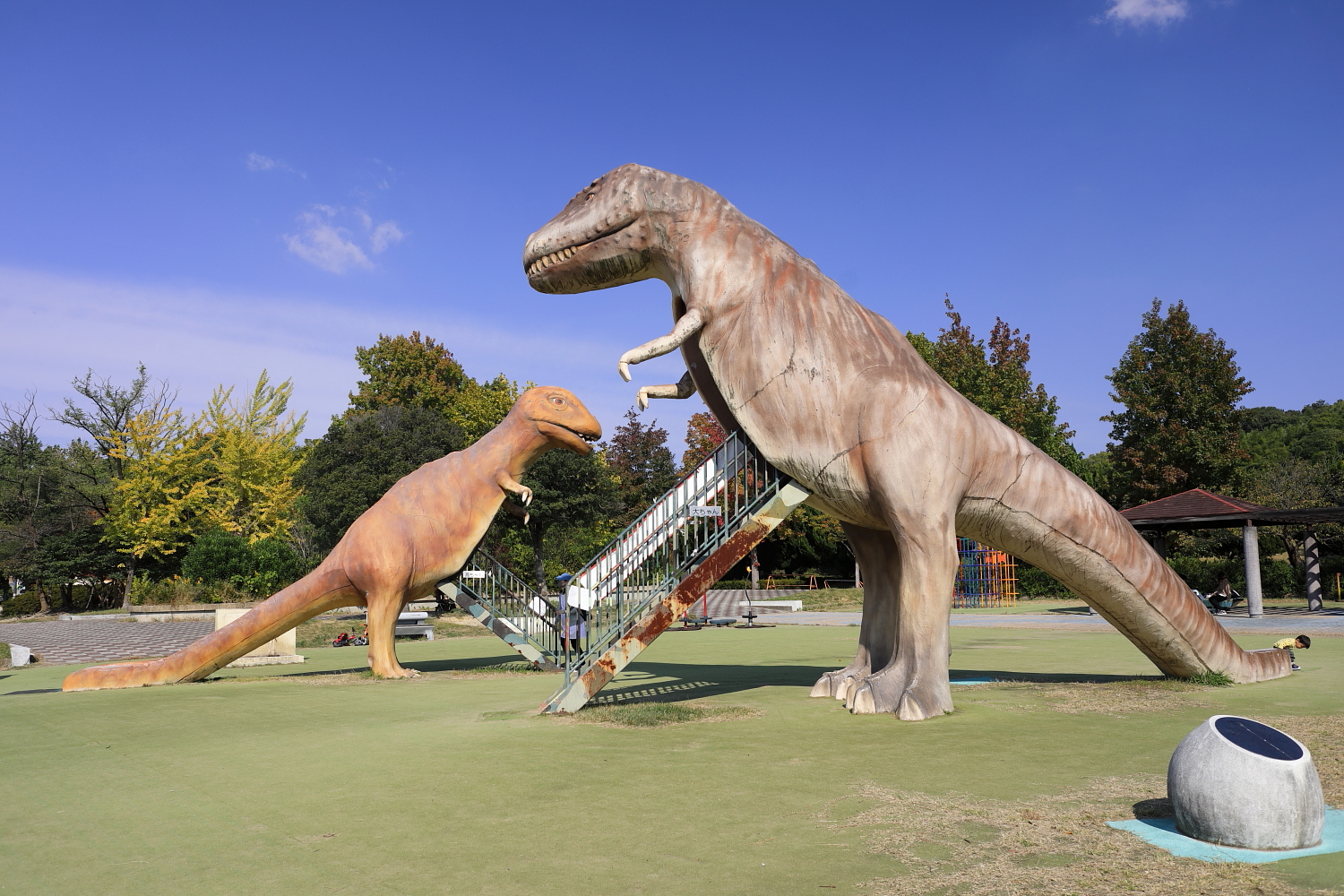
恐竜広場 （2020年（令和2年）10月）
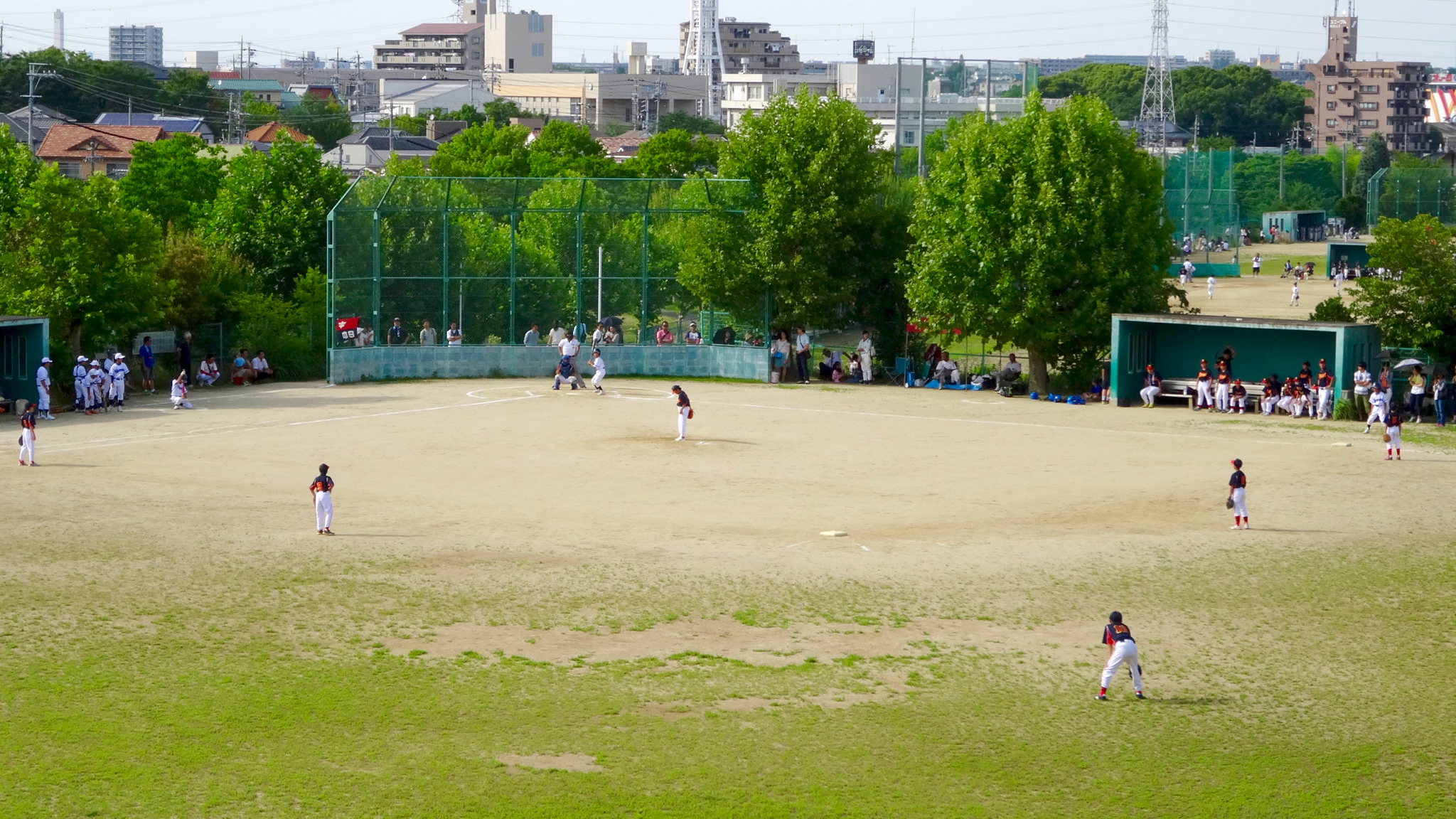
野球場 （2016年（平成28年）7月）
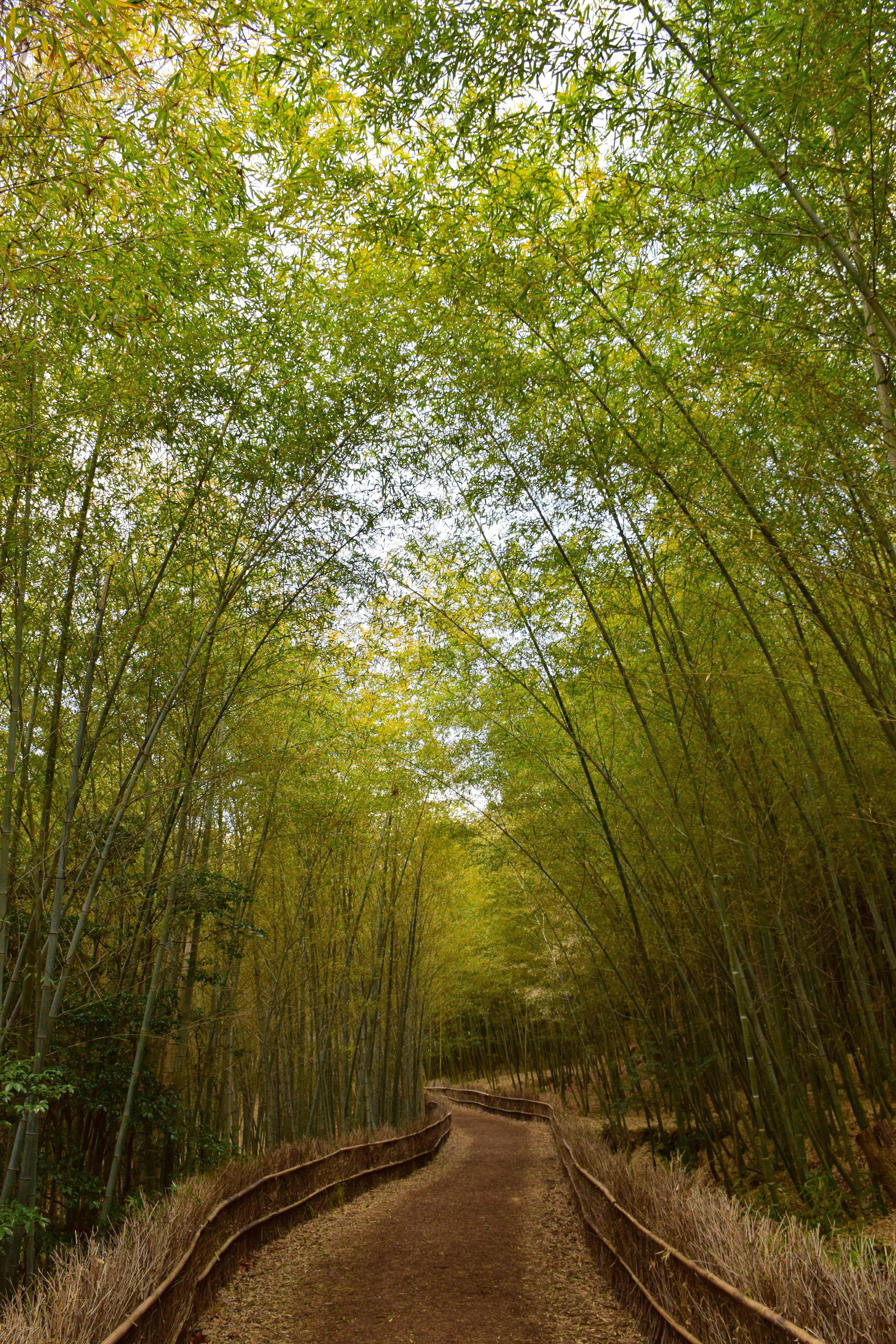
竹林 （2016年（平成28年）3月）

## 周辺
- 名古屋市緑区役所
- 緑ヶ丘自動車学校
- 愛知県立鳴海高等学校
- 名古屋市立左京山中学校
- 名古屋市立大高北小学校 (学区)

## その他
かつて、同公園は夜になると暴走族が集団で暴走するような場所になっており、死亡事故も発生していたため、1987年（昭和62年）には公園内道路を夜間閉鎖する措置が取られた。
一方で国道1号沿いにあった第一駐車場は1988年（昭和63年）2月時点でも、夜間でも出入り自由になっており、週末の夜はアベックの車が集まっていたが、同月に同所で名古屋アベック殺人事件が発生したことがきっかけで、事件後には入り口に門扉が設置され、開門時間は6時30分から19時30分までになった。その後、2022年（令和4年）時点では駐車場は19時閉門（翌7時開門）となっている。